# Suzuki Koji
Koji Suzuki (鈴木 孝司, sinh ngày 25 tháng 7 năm 1989) là một cầu thủ bóng đá người Nhật Bản thi đấu cho Machida Zelvia.

## Thống kê câu lạc bộ
Cập nhật đến ngày 23 tháng 2 năm 2018.
| Thành tích câu lạc bộ | Thành tích câu lạc bộ | Thành tích câu lạc bộ | Giải vô địch | Giải vô địch | Cúp                   | Cúp                   | Tổng cộng | Tổng cộng |
| Mùa giải              | Câu lạc bộ            | Giải vô địch          | Số trận      | Bàn thắng    | Số trận               | Bàn thắng             | Số trận   | Bàn thắng |
| Nhật Bản              | Nhật Bản              | Nhật Bản              | Giải vô địch | Giải vô địch | Cúp Hoàng đế Nhật Bản | Cúp Hoàng đế Nhật Bản | Tổng cộng | Tổng cộng |
| --------------------- | --------------------- | --------------------- | ------------ | ------------ | --------------------- | --------------------- | --------- | --------- |
| 2012                  | Machida Zelvia        | J2 League             | 18           | 0            | 1                     | 0                     | 19        | 0         |
| 2013                  | Machida Zelvia        | JFL                   | 32           | 15           | –                     | –                     | 32        | 15        |
| 2014                  | Machida Zelvia        | J3 League             | 33           | 19           | –                     | –                     | 33        | 19        |
| 2015                  | Machida Zelvia        | J3 League             | 31           | 12           | 2                     | 1                     | 33        | 13        |
| 2016                  | Machida Zelvia        | J2 League             | 25           | 12           | 0                     | 0                     | 25        | 12        |
| 2017                  | Machida Zelvia        | J2 League             | 11           | 2            | 0                     | 0                     | 11        | 2         |
| Tổng                  | Tổng                  | Tổng                  | 150          | 60           | 3                     | 1                     | 153       | 61        |